# Lewica (Austria)
Lewica (niemiecki: Linke) – ruch polityczny skupiający kilka marginalnych marksistowsko-leninowskich, maoistowskich i trockistowskich ugrupowań. Koalicja została założona przez Kommunistische Initiative, Sozialistische LinksPartei i ArbeiterInnen-Standpunkt przed wyborami w 2008 roku. Zaproszenie do inicjatywy dostała również Komunistyczna Partia Austrii, ale odmówiła udziału w przedsięwzięciu.
Wspólna lista uzyskała jedynie 2 057 głosów (0,04%).